# Burkhard Mohr (Komponist)
Burkhard Mohr (* 26. Mai 1955 in Gambach) ist ein deutscher Organist und Komponist moderner Klassik.

## Leben
Burkhard Mohr erhielt ersten Musikunterricht beim Vater Erwin Mohr, bei Reinhardt Menger und Hans Georg Bertram. An der Musikhochschule Frankfurt am Main gehörten Kurt Hessenberg und Heinz Werner Zimmermann zu seinen Lehrern. Es folgten Kompositionsstudien bei Hans Ulrich Engelmann und auf den Darmstädter Ferienkursen für Neue Musik 1974 und 1976. Danach übernahm er Tätigkeiten als Kirchenmusiker und Dozent/Lehrer in Frankfurt und Wiesbaden. Seit 2018 ist er freischaffender Komponist im Bereich Moderne Klassik. Mohr ist Mitglied im Deutschen Komponistenverband. Er ist verheiratet mit der Organistin und Dirigentin Petra Mohr. Sein Werkverzeichnis umfasst über 500 Titel.

## Werke (Auswahl)
- Weihnachtsgeschichte für Kinderchor (1985, Strube Verlag)
- Jesu, meine Freude, Partita für Gitarre solo (Strube Verlag)
- Tafelorgel-Suite für Orgel (1996, Strube Verlag)
- Joplin-Suite für Orgel (1997 Strube Verlag)
- Silvester-Suite für Blechbläser (2000, Strube Verlag)
- Johannes-Passion für Soli, Chor, Orchester (Mspt. 2004)
- Clavier-Zier, Klavierstücke, (2010, Selbstverlag)
- Ton und Strom für Orgel und Live-Elektronik (Mspt. 2010)
- Keys and Loops für Klavier und Live-Elektronik (Mspt. 2013)
- Pieps für Orgelpositiv (2016, Strube Verlag)
- Festlich und cool für Trompete und Orgel (2018, Strube Verlag)
- Kurdisch-Marielle, Kammer-Oper (Mspt. 2018, UA 2018)
- Sinfonia variata für Kammerorchester (Mspt. 2019, UA 2020)
- Klezmer-Anklänge für Klavier (Strube, 2022)
- Siebte Symphonie für Großes Orchester (Mspt. 2023)
- Pasticcio und Chaconne für Tuba und Großes Orchester (Mspt. 2023)

## Diskografie
- A bit like soul, Jazzimprovisationen auf der Orgel, Melisma Verlag Wiesbaden 1994, OPUS 7091-2

## Preise und Stipendien
- Besuch der Ost-Berliner Kurse für komponierende Kirchenmusiker 1982 und 1983 auf Einladung der EKHN
- Finalist im Georg-Muffat-Kompositionswettbewerb 2003 in Salzburg

## Soziale Kanäle
Der US-amerikanische Organist Carson Cooman führt einen Youtube-Account, auf dem Titel von Burkhard Mohr veröffentlicht sind.

## Publikationen
- Burkhard Mohr: Komponisten der Gegenwart. ConBrio, Berlin 2000, ISBN 3-932581-34-2.
- Burkhard Mohr: Meine 50 Jahre an der Orgel. Selbstverlag, Wiesbaden 2022.